# Långtjärnen (Burträsks socken, Västerbotten, 717304-168965)
Långtjärnen är en sjö i Skellefteå kommun i Västerbotten och ingår i Rickleåns huvudavrinningsområde. Sjön har en area på 0,163 kvadratkilometer och ligger 293,2 meter över havet.

## Delavrinningsområde
Långtjärnen ingår i det delavrinningsområde (717354-168939) som SMHI kallar för Utloppet av Vitbergsträsket. Medelhöjden är 335 meter över havet och ytan är 11,09 kvadratkilometer. Räknas de 2 avrinningsområdena uppströms in blir den ackumulerade arean 13,39 kvadratkilometer. Vattendraget som avvattnar avrinningsområdet har biflödesordning 4, vilket innebär att vattnet flödar genom totalt 4 vattendrag innan det når havet efter 111 kilometer. Avrinningsområdet består mestadels av skog (83 procent). Avrinningsområdet har 0,91 kvadratkilometer vattenytor vilket ger det en sjöprocent på 8,2 procent.